# Azkue
Azkue es una entidad de población española del municipio de Elgóibar, perteneciente a la provincia de Guipúzcoa, en la comunidad autónoma del País Vasco.

## Toponimia
El lugar puede aparecer referido como «Azkue», «Azcue», «San Roke de Azkue» y «San Roque».

## Historia
Hacia mediados del siglo XIX, el lugar, ya por entonces perteneciente a Elgóibar, tenía contabilizadas veintitrés casas. Aparece descrito en el decimotercer volumen del Diccionario geográfico-estadístico-histórico de España y sus posesiones de Ultramar de Pascual Madoz con las siguientes palabras:

ROQUE (san): valle de la prov. de Guipúzcoa, part. jud. de Vergara, térm. de Elgoybar; tiene 23 casas.
(Madoz, 1849, p. 565)

En 2022, la entidad singular de población tenía empadronados 2275 habitantes y el núcleo de población, 2186.